# 普雷斯頓縣
普雷斯頓縣（英語：Preston County）是美国西維吉尼亞州東北部的一個縣，東鄰马里兰州，北鄰宾夕法尼亚州，面積1,687平方公里。根據2020年美國人口普查，共有人口34,216人。縣治金伍德。該縣成立於1837年3月17日，縣名紀念曾任維珍尼亞州州長的詹姆斯·P·普雷斯頓。